# Janusz Gumkowski
Janusz Gumkowski (geb. 1905; gest. 1984) war ein polnischer jüdischer Jurist und Historiker. Er war Direktor der Hauptkommission zur Untersuchung der Naziverbrechen (Główna Komisja Badania Zbrodni Hitlerowskich bzw. Główna Komisja Badania Zbrodni Niemieckich w Polsce).

## Leben
Er publizierte unter anderem im Biuletyn Głównej Komisji Badania Zbrodni Hitlerowskich, dem Bulletin der Hauptkommission zur Untersuchung der Naziverbrechen in Polen (Główna Komisja Badania Zbrodni Hitlerowskich w Polsce bzw. Główna Komisja Badania Zbrodni Niemieckich w Polsce, Abk. GKBZNwP).
Zur polnischen Veröffentlichung des Stroop-Berichts – d. h. dem Bericht des Anführers des Massenmordes im Warschauer Ghetto Jürgen Stroop (1895–1952) – verfassten Kazimierz Leszczyński und Janusz Gumkowski eine Einleitung (veröffentlicht in dem Bulletin der Hauptkommission zur Untersuchung der Kriegsverbrechen in Polen, Band XI, Justizverlag Wydawnictwo Prawnicze, 1960), woraus vom Herausgeber der deutschen Ausgabe dieses Berichts „die sachlichen Angaben […]  entnommen worden“ sind.
Janusz Gumkowski publizierte unter anderem zusammen mit Szymon Datner und Kazimierz Leszczyński.
Er schrieb über die deutschen Vernichtungslager Auschwitz-Birkenau und Treblinka.
Sein zusammen mit Kazimierz Leszczyński verfasstes Werk über Polen unter der Nazi-Besatzung: Okupacja hitlerowska w Polsce wurde von Edward Rothert ins Englische übersetzt unter dem Titel Poland under Nazi Occupation (1961).

## Publikationen (Auswahl)
- Gumkowski, Janusz (Red.): Konzentrationslager Oswiecim (Auschwitz – Birkenau). Wydawnictwo Prawnicze, Warszawa. 1955.
- Datner, Szymon / Gumkowski, Janusz / Lezczynski, Kazimierz: Biuletyn. Glownej Komisji Badania Zbrodni Hitlerowskich w Polsce. XIII. Warszawa Wydawnictwo Prawnicze 1960
- Gumkowski, Janusz; Leszczynski, Kazimierz: Poland Under Nazi Occupation. Warsaw Polonia 1961 (frz. L'occupation hitlerienne en Pologna) (Auszüge)
- Janusz Gumkowski; Adam Rutkowski; Stanisław Poznański; Tadeusz Babicz: Treblinka : Vorbereitung der historischen Texte und Auswahl der Dokumente und Aufnahmen. Warszawa : Rat für Schutz der Denkmäler des Kampfes und des Heldentums, [1962].
- Datner, Szymon / Gumkowski, Janusz / Leszczyński, Kazimierz: Biuletyn Żydowskiego Instytutu Historycznego. Nr 40. Warszawa Październik – Grudzień 1961
- Datner, Szymon, Janusz Gumkowski und Kazimierz Leszczynski: Genocide 1939–1945. (War crimes in Poland). Warschau und Posen, Wydawnictwo Zachodnie, 1962. DNB 578465167
- Zbrodnie okupanta hitlerowskiego na ludności cywilnej w czasie powstania warszawskiego w 1944 roku, w dokumentach. Wybór i opracowanie: Szymon Datner, Kazimierz Leszczyński. Ze wstẹpem Janusza Gumkowskiego. Szymon Datner; Kazimierz Leszczyński; Główna Komisja Badania Zbrodni Hitlerowskich w Polsce. [Warszawa] Wydawn. Ministerstwa Obrony Narodowej [1962]
- Einsatzgruppen : (Wyork i uzasadnienie) / Oprac. i tłumaczyli Szymon Datner ; Janusz Gumkowski ; Kazimierz Leszczyński. Warszawa : Wydawnictwo Prawnicze 1963 (Biuletyn Głównej Komisji badania zbrodni hitlerowskich; 14)
- Janusz Gumkowski, Tadeusz Kułakowski, "Zbrodniarze hitlerowscy przed Najwyższym Trybunałem Narodowym", Wydawnictwo Prawnicze, Warszawa 1965, str. 101–102.
- Gumkowski, Janusz, Adam Rutkowski und Astel Arnfried (Hrsg.): Briefe aus Litzmannstadt. Köln Friedrich Middelhauve Verlag, 1967.
- Gumkowski, Janusz / Kuczma, Rajmund: Zbrodnie Hitlerowskie Bydgoszcz 1939. Łódż 1967